# Donald Arnold
Donald John Arnold, född 14 juli 1935 i Kelowna i British Columbia, död 27 juni 2021 i North Vancouver, var en kanadensisk roddare.
Arnold blev olympisk guldmedaljör i fyra utan styrman vid sommarspelen 1956 i Melbourne.